# Ишкулово
Ишку́лово (баш. Ишҡол) — село в Абзелиловском районе Республики Башкортостан России,  административный центр Равиловского сельсовета. Согласно переписи 2020 года население составляло 1053 человека.

## Географическое положение
Расстояние до:
- районного центра (Аскарово): 22 км,
- ближайшей железнодорожной станции (Магнитогорск-Пассажирский): 70 км.

## История
Одно из коренных поселений тангауров. В 1816 г. еще был жив основатель деревни Ишкул Абдельманов. Сын его Кудраткул служил юртовым старшиной № 15 юрты в составе 7 деревень. Сотник Ишкул известен тем, что в 1789 г. участвовал в передаче Демидову земель в аренду по рекам Белой и Авзян. 
V ревизию д. Ишкулово встретила 45 дворами, где проживало 296 жителей. В 1859 г. насчитывалось 630 человек при 94 домах. В 1920 г. 853 человека проживало в 174 дворах.
Активные участники Отечественной войны 1812 г. Ишь-яр Янчукуров и Тлявчура Кильдибаев, награжденные серебряными медалями, вернулись домой.
Жители занимались полукочевым скотоводством. В 1842 г. 68 кибиток из 94 дворов с 643 жителями выезжало на кочевку по рекам Яикбай, Ульмясак, на склоны хребта Ирендык, на ключам Урсук и Карагай-Елге. Им принадлежало 875 лошадей, 650 коров, 500 овец и 100 коз. На всех засеяли 72 пуда озимого и 824 пуда ярового хлеба. Сын первопоселенца ахун Биргали Ишкулов ежегодно засевал по 117 пудов хлеба.

## Население
| 1968 | 2002  | 2009  | 2010  |
| ---- | ----- | ----- | ----- |
| 785  | ↗1080 | ↗1274 | ↘1257 |

Согласно переписи 2002 года, преобладающая национальность — башкиры (99 %).

## Религия
В селе есть мечеть.